# Leonardo Pavoletti
Leonardo Pavoletti (Livorno, 26 novembre 1988) è un calciatore italiano, attaccante  del Cagliari.

## Biografia
Il 30 giugno 2024 si è sposato con Elisa Aliotta, dalla quale ha avuto due figli: Giorgio (nato nel 2018) e Brando (nato nel 2021).

## Caratteristiche tecniche
Centravanti classico, forte fisicamente, dotato di una grande elevazione, Pavoletti è il classico attaccante d'area di rigore, capace di giocare spalle alla porta. Buon finalizzatore e ottimo colpitore di testa, è abile soprattutto negli ultimi 11 metri, nelle sponde e nel gioco aereo.

## Carriera

### Club

#### Gli esordi tra Serie D e C2
Comincia a giocare nelle file del Gruppo Sportivo C.N.F.O. (Cantiere Navale Fratelli Orlando), per poi passare all'età di 14 anni all'Armando Picchi, con cui realizza complessivamente 16 reti in 71 presenze. Successivamente indossa le maglie di Viareggio, Pavia, Juve Stabia e Casale, mostrando buone capacità realizzative. In seguito viene acquistato dalla Virtus Lanciano, con la cui maglia si aggiudica il titolo di capocannoniere nella Lega Pro Prima Divisione 2011-2012, contribuendo inoltre alla promozione degli abruzzesi in Serie B.

#### Sassuolo e parentesi Varese
Nell'estate 2012 passa al Sassuolo a titolo definitivo. Coi neroverdi conquista il campionato cadetto, raggiungendo la prima storica promozione in Serie A per i neroverdi. Nel corso dell'annata, il centravanti rimedia una squalifica di 40 giorni per doping, a seguito della sua riscontrata positività al tuamminoeptano, involontariamente assunto tramite il farmaco Rinofluimucil.
Dopo aver esordito in Serie A in data 25 agosto 2013, nella sconfitta contro il Torino (2-0), il 2 settembre Pavoletti viene ceduto al Varese, con la formula del prestito con opzione di acquisto e controriscatto. Esordisce con i lombardi sei giorni più tardi, nella gara di campionato contro il Latina (3-0), mettendo peraltro a segno la rete finale della formazione casalinga. Durante l'annata si distingue per la vena realizzativa, accumulando 24 centri in 38 presenze.
Il 17 giugno 2014, il Varese esercita l'opzione di riscatto, a fronte di un corrispettivo pari a 800 mila euro. Il 19 giugno successivo, tuttavia, il Sassuolo esercita il proprio diritto di riacquisto. Inizia così la stagione in Emilia-Romagna: il 13 dicembre 2014, il centravanti trova il suo primo centro in carriera in Serie A, nella sconfitta esterna contro il Palermo (2-1).

#### Genoa e Napoli
Il 30 gennaio 2015 si trasferisce assieme al compagno di squadra Lorenzo Ariaudo al Genoa, in prestito con diritto di riscatto. Debutta con i liguri il 9 febbraio successivo, subentrando nella ripresa del match vittorioso contro la Lazio (0-1). Il 15 aprile 2015 trova quindi il suo primo centro con i rossoblù, a scapito del Parma (2-0). Pur con appena 6 reti realizzate in 10 presenze, conclude la stagione come calciatore di Serie A con la migliore media reti/minuti (un gol ogni 92 minuti).
Il 7 luglio 2015 il Genoa esercita l'opzione di acquisto, al prezzo di 4 milioni di euro. Pur con qualche assenza dovuta a squalifiche e infortuni,, conferma il buon rendimento sotto porta maturando il sesto posto nella classifica cannonieri della Serie A 2015-2016, risultando peraltro il centravanti italiano più prolifico dell'annata.
Dopo un inizio di stagione condizionato da diversi guai fisici, il 3 gennaio 2017 Pavoletti viene acquistato dal Napoli a titolo definitivo per 18 milioni di euro. Fa il suo debutto con i partenopei una settimana più tardi, in occasione della gara di Coppa Italia contro lo Spezia.

#### Cagliari
Il 30 agosto 2017, Pavoletti viene ceduto al Cagliari, con la formula del prestito con obbligo di riscatto fissato a 10 milioni di euro. Esordisce in rossoblù il 10 settembre successivo, nella gara interna di campionato contro il Crotone (1-0). Il 15 ottobre 2017 realizza il suo primo centro con gli isolani, proprio a scapito del Genoa, che uscirà tuttavia vincitore dello scontro (3-2). Conclude la stagione con 11 centri complessivi, di cui 9 realizzati di testa, stabilendo il primato stagionale. Conferma le sue buone prestazioni anche nella stagione 2018-2019, assestandosi al sesto posto nella classifica marcatori di Serie A con 16 reti (di cui 10 di testa).
Il 25 agosto 2019, alla prima giornata della Serie A 2019-2020, il centravanti rimedia la rottura del legamento crociato sinistro e del menisco dello stesso ginocchio, rimediando un tempo di recupero pari a 7 mesi. Il 10 febbraio 2020, in piena riabilitazione, il legamento sinistro subisce una nuova lesione, che trattiene ulteriormente il calciatore lontano dai campi da calcio. Torna a giocare una partita ufficiale il 1º agosto 2020, in occasione della sconfitta esterna contro il Milan (3-0).
Il 29 novembre 2020, nel corso della stagione 2020-2021, Pavoletti torna al gol con il Cagliari, a 553 giorni dall'ultimo precedente, risultando decisivo per il pareggio contro lo Spezia (2-2). Dopo avere avuto difficoltà con Di Francesco, Pavoletti trova maggiore spazio col suo successore Leonardo Semplici, andando a segno alla prima gara del nuovo tecnico vinta 0-2 in casa del Crotone. Il 17 aprile 2021, in occasione del successo interno sul Parma (4-3), raggiunge quota 100 presenze in maglia cagliaritana. Nella stessa partita segna pure il primo gol dei sardi. Il 9 maggio seguente va a segno nello scontro diretto salvezza giocato in casa del Benevento, vinto 1-3 dai suoi.
Con l'esonero di Semplici e il successivo avvicendamento in panchina del tecnico Walter Mazzarri, durante la stagione 2021-2022 ricopre principalmente il ruolo di riserva nell'attacco rossoblù, ma spesso subentrando dalla panchina a gara in corso e segnando gol pesanti negli scontri salvezza contro Salernitana (1-1), Sampdoria (1-2), Bologna (2-1) ed Empoli (1-1), che tuttavia non sono serviti a evitare la retrocessione dei sardi a fine anno.
La successiva stagione diventa il nuovo capitano dei rossoblù, ed è protagonista con 7 reti segnate, tra cui la rete decisiva nella finale di ritorno dei play-off dell'11 giugno 2023 contro il Bari, messa a segno al 94', che permette ai sardi di tornare in massima serie dopo appena un anno di cadetteria.
Il 29 ottobre 2023, alla sua 200ª presenza di campionato, realizza una doppietta in pieno recupero (94' e 96') nella partita casalinga contro il Frosinone, valida per la decima giornata di Serie A, contribuendo alla vittoria in rimonta dei sardi, passati dallo 0-3 al 4-3. L'11 dicembre seguente, segna in rovesciata il gol decisivo al 98' della partita contro il Sassuolo, contribuendo così a un'altra vittoria (2-1) nei minuti finali.
Nella stagione seguente segna un gol nella sconfitta contro il Venezia (2-1) e un altro  contro l’Hellas Verona (0-2) nella sua prima gara stagionale da titolare alla trentaquattresima giornata.

### Nazionale
Il 16 maggio 2016 riceve la sua prima convocazione in nazionale dal C.T. Antonio Conte nello stage di preparazione all'Europeo, non venendo tuttavia confermato tra i 30 pre-convocati annunciati una settimana dopo. Il 27 agosto 2016 viene convocato dal nuovo C.T. Gian Piero Ventura, per le gare ufficiali contro Francia e Israele.
Riceve la seconda chiamata in nazionale il 9 novembre 2018 dal C.T. Mancini, in occasione delle gare contro Portogallo e Stati Uniti, nelle quali non viene impiegato. Esordisce infine il 26 marzo 2019, a 30 anni e 4 mesi, entrando al 72' minuto al posto di Fabio Quagliarella nella partita valida per le qualificazioni all'Europeo 2020 contro il Liechtenstein, e segnando pochi minuti dopo il suo ingresso in campo.

## Statistiche

### Presenze e reti nei club
Statistiche aggiornate al 28 aprile 2025.
| Stagione              | Squadra               | Campionato            | Campionato | Campionato | Coppe nazionali | Coppe nazionali | Coppe nazionali | Coppe continentali | Coppe continentali | Coppe continentali | Altre coppe | Altre coppe | Altre coppe | Totale | Totale |
| Stagione              | Squadra               | Comp                  | Pres       | Reti       | Comp            | Pres            | Reti            | Comp               | Pres               | Reti               | Comp        | Pres        | Reti        | Pres   | Reti   |
| --------------------- | --------------------- | --------------------- | ---------- | ---------- | --------------- | --------------- | --------------- | ------------------ | ------------------ | ------------------ | ----------- | ----------- | ----------- | ------ | ------ |
| 2005-2006             | Armando Picchi        | D                     | 9          | 0          | CI-D            | 0               | 0               | -                  | -                  | -                  | -           | -           | -           | 9      | 0      |
| 2006-2007             | Armando Picchi        | D                     | 29         | 4          | CI-D            | 1               | 0               | -                  | -                  | -                  | -           | -           | -           | 30     | 4      |
| 2007-2008             | Armando Picchi        | D                     | 30         | 12         | CI-D            | 2               | 0               | -                  | -                  | -                  | -           | -           | -           | 32     | 12     |
| Totale Armando Picchi | Totale Armando Picchi | Totale Armando Picchi | 68         | 16         |                 | 3               | 0               |                    |                    |                    |             |             |             | 71     | 16     |
| 2008-2009             | Viareggio             | 2D                    | 28+2       | 6          | CI-LP           | 1               | 0               | -                  | -                  | -                  | -           | -           | -           | 31     | 6      |
| 2009-2010             | Pavia                 | 2D                    | 28+2       | 9          | CI-LP           | 2               | 0               | -                  | -                  | -                  | -           | -           | -           | 32     | 9      |
| 2010-gen. 2011        | Juve Stabia           | 1D                    | 7          | 0          | CI+CI-LP        | 0+3             | 0               | -                  | -                  | -                  | -           | -           | -           | 10     | 0      |
| gen.-giu. 2011        | Casale                | 2D                    | 10         | 3          | CI-LP           | 0               | 0               | -                  | -                  | -                  | -           | -           | -           | 10     | 3      |
| 2011-2012             | Lanciano              | 1D                    | 33+3       | 15+1       | CI+CI-LP        | 0               | 0               | -                  | -                  | -                  | -           | -           | -           | 36     | 16     |
| 2012-2013             | Sassuolo              | B                     | 33         | 11         | CI              | 2               | 0               | -                  | -                  | -                  | -           | -           | -           | 35     | 11     |
| 2013-2014             | Varese                | B                     | 36+2       | 20+4       | CI              | 1               | 0               | -                  | -                  | -                  | -           | -           | -           | 39     | 24     |
| 2014-gen. 2015        | Sassuolo              | A                     | 11         | 1          | CI              | 3               | 0               | -                  | -                  | -                  | -           | -           | -           | 14     | 1      |
| Totale Sassuolo       | Totale Sassuolo       | Totale Sassuolo       | 44         | 12         |                 | 5               | 0               |                    |                    |                    |             |             |             | 49     | 12     |
| gen.-giu. 2015        | Genoa                 | A                     | 10         | 6          | CI              | 0               | 0               | -                  | -                  | -                  | -           | -           | -           | 10     | 6      |
| 2015-2016             | Genoa                 | A                     | 25         | 14         | CI              | 1               | 1               | -                  | -                  | -                  | -           | -           | -           | 26     | 15     |
| 2016-gen. 2017        | Genoa                 | A                     | 10         | 3          | CI              | 1               | 1               | -                  | -                  | -                  | -           | -           | -           | 11     | 4      |
| Totale Genoa          | Totale Genoa          | Totale Genoa          | 45         | 23         |                 | 2               | 2               |                    |                    |                    |             |             |             | 47     | 25     |
| gen.-giu. 2017        | Napoli                | A                     | 6          | 0          | CI              | 4               | 0               | UCL                | 0                  | 0                  | -           | -           | -           | 10     | 0      |
| 2017-2018             | Cagliari              | A                     | 33         | 11         | CI              | 0               | 0               | -                  | -                  | -                  | -           | -           | -           | 33     | 11     |
| 2018-2019             | Cagliari              | A                     | 32         | 16         | CI              | 2               | 2               | -                  | -                  | -                  | -           | -           | -           | 34     | 18     |
| 2019-2020             | Cagliari              | A                     | 2          | 0          | CI              | 1               | 0               | -                  | -                  | -                  | -           | -           | -           | 3      | 0      |
| 2020-2021             | Cagliari              | A                     | 33         | 4          | CI              | 3               | 0               | -                  | -                  | -                  | -           | -           | -           | 36     | 4      |
| 2021-2022             | Cagliari              | A                     | 33         | 5          | CI              | 2               | 0               | -                  | -                  | -                  | -           | -           | -           | 35     | 5      |
| 2022-2023             | Cagliari              | B                     | 23+3       | 6+1        | CI              | 2               | 0               | -                  | -                  | -                  | -           | -           | -           | 28     | 7      |
| 2023-2024             | Cagliari              | A                     | 19         | 4          | CI              | 1               | 0               | -                  | -                  | -                  | -           | -           | -           | 20     | 4      |
| 2024-2025             | Cagliari              | A                     | 26         | 2          | CI              | 2               | 1               | -                  | -                  | -                  | -           | -           | -           | 27     | 3      |
| Totale Cagliari       | Totale Cagliari       | Totale Cagliari       | 201+3      | 48+1       |                 | 13              | 3               | -                  | -                  | -                  | -           | -           | -           | 216    | 52     |
| Totale carriera       | Totale carriera       | Totale carriera       | 506+12     | 152+6      |                 | 34              | 5               | -                  | -                  | -                  | -           | -           | -           | 551    | 163    |

### Cronologia presenze e reti in nazionale
| Cronologia completa delle presenze e delle reti in nazionale ― Italia | Cronologia completa delle presenze e delle reti in nazionale ― Italia | Cronologia completa delle presenze e delle reti in nazionale ― Italia | Cronologia completa delle presenze e delle reti in nazionale ― Italia | Cronologia completa delle presenze e delle reti in nazionale ― Italia | Cronologia completa delle presenze e delle reti in nazionale ― Italia | Cronologia completa delle presenze e delle reti in nazionale ― Italia | Cronologia completa delle presenze e delle reti in nazionale ― Italia |
| Data                                                                  | Città                                                                 | In casa                                                               | Risultato                                                             | Ospiti                                                                | Competizione                                                          | Reti                                                                  | Note                                                                  |
| --------------------------------------------------------------------- | --------------------------------------------------------------------- | --------------------------------------------------------------------- | --------------------------------------------------------------------- | --------------------------------------------------------------------- | --------------------------------------------------------------------- | --------------------------------------------------------------------- | --------------------------------------------------------------------- |
| 26-3-2019                                                             | Parma                                                                 | Italia                                                                | 6 – 0                                                                 | Liechtenstein                                                         | Qual. Euro 2020                                                       | 1                                                                     | 72’                                                                   |
| Totale                                                                |                                                                       | Presenze                                                              | 1                                                                     |                                                                       | Reti                                                                  | 1                                                                     |                                                                       |

## Palmarès

### Club

#### Competizioni nazionali
- Campionato italiano di Serie B: 1

Sassuolo: 2012-2013

### Individuale
- Capocannoniere della Lega Pro Prima Divisione: 1

Lega Pro Prima Divisione 2011-2012 (15 gol) Girone B